# Powiat de Świdnik
Pour les articles homonymes, voir Świdnik (homonymie).
Le powiat de Świdnik (en polonais : powiat świdnicki) est un powiat appartenant à la voïvodie de Lublin, dans le sud-est de la Pologne.
Il est né le 1er janvier 1999, à la suite des réformes polonaises de gouvernement local passées en 1998. 
Le siège administratif (chef-lieu) du powiat est la ville de Świdnik, située à 10 kilomètres à l'est de la capitale régionale Lublin – capitale de la voïvodie. Il y a une autre ville dans le powiat qui est Piaski, située à 14 kilomètres au sud-est de Ryki.
Le district couvre une superficie de 468,97 kilomètres carrés. En 2006, sa population totale est de 72 290 habitants, avec une population pour la ville de Świdnik de 40 037 habitants, pour la ville de Piaski de 2 626 habitants et une population rurale de 29 627 habitants.

## Division administrative
Le powiat de Świdnik comprend 5 gminy (communes) (1 urbaine, 1 urbaine-rurale et 3 rurales) :
- 1 commune urbaine : Świdnik ;
- 1 commune urbaine-rurale : Piaski ;
- 3 communes rurales : Mełgiew, Rybczewice et Trawniki.

Celles-ci sont inscrites dans le tableau suivant, dans l'ordre décroissant de la population.
| Gmina            | Type         | Supérficie (km²) | Population (2006) | Chef-lieu  |
| Świdnik          | urbain       | 20.4             | 40,037            |            |
| Gmina Piaski     | urbain-rural | 169.7            | 10,759            | Piaski     |
| Gmina Trawniki   | rural        | 84.2             | 9,211             | Trawniki   |
| Gmina Mełgiew    | rural        | 95.6             | 8,352             | Mełgiew    |
| Gmina Rybczewice | rural        | 99.1             | 3,931             | Rybczewice |

## Démographie
Données du 30 juin 2005 :
| Description | Total  | Total | Femmes | Femmes | Hommes | Hommes |
| ----------- | ------ | ----- | ------ | ------ | ------ | ------ |
| Unité       | Nombre | %     | Nombre | %      | Nombre | %      |
| Population  | 72 282 | 100   | 37 245 | 51,53  | 35 037 | 48,47  |
| Urbain      | 42 685 | 59,05 | 22 130 | 30,62  | 20 555 | 28,44  |
| Rural       | 29 597 | 40,95 | 15 115 | 20,91  | 14 482 | 20,04  |

## Histoire
De 1975 à 1998, les différentes gminy du powiat actuel appartenaient administrativement de l'ancienne voïvodie de Siedlce et de l'ancienne voïvodie de Lublin.

Depuis 1999, il fait partie de la nouvelle voïvodie de Lublin.